# Philippe Payot
Pour les articles homonymes, voir Payot.
Philippe Joseph Payot (né le 21 décembre 1893 à Chamonix, mort le 29 avril 1958 dans la même ville) est un joueur professionnel français de hockey sur glace.
Philippe Payot est le frère cadet de Calixte Payot.

## Carrière
Philippe Payot fait toute sa carrière au Chamonix Hockey Club. Il est champion de France en 1921, 1923, 1925, 1926, 1927, 1929.
Philippe Payot fait partie de l'équipe de France aux Jeux olympiques de 1924 à Chamonix, et aux Jeux olympiques de 1928 à Saint-Moritz. Il participe également aux championnats d'Europe 1923 et 1926.
Pendant sa carrière, Philippe Payot est aussi président du Chamonix Hockey Club puis, après, est président de la commission de hockey de la Fédération française des Sports d'hiver et aussi à ce titre sélectionneur de l'équipe de France.